# Maxime de Redon
Maxime de Redon, eigentlich Marquis Maxime de Redon des Chapelles (* 17..? in der Bretagne; † 18..?), war ein französischer Autor, Theaterbesitzer, Vaudevillist und Librettist.
Redon stammte aus der Bretagne, hielt sich aber auch in Lectoure auf, bevor er nach Paris kam. Redon war zuerst Kavallerieoffizier und wandte sich erst danach dem Theaterwesen zu. So schuf er zwischen 1798 und 1811 eine ansehnliche Anzahl von Dramen. Ab 1806 bis über das Ende der Restauration hinaus war er aber vor allem als Vaudevillist bekannt. Zwischen 1805 und 1807 betrieb er mit einem Kompagnon das Théâtre des jeunes Éleves.
In den Fokus der Öffentlichkeit geriet er auch durch seine politische Schrift über die Emigration und Entschädigung der während der Französischen Revolution geflohenen und enteigneten Adeligen und den Umgang des Politikbetriebes damit. Damit beschäftigte sich danach auch die Nationalversammlung.
Für Aufsehen sorgte sein 1838 veröffentlichtes Stück La queue de Ruy Brac, eine Parodie auf Victor Hugos, sehr umstrittenes, im selben Jahr veröffentlichtes Drama Ruy Blas. Untertitelt war Redons Stück mit Torte in fünf Hackbällchen, gewürzt mit grobem Salz, Reimen und Versen.
Redons Stücke wurden nicht nur an seinem eigenen, dem Théâtre des jeunes Éleves, gespielt, sondern ebenfalls am Théâtre des Jeunes-Artistes, am Théâtre forain du Luxembourg, dem Théâtre Louvois, dem Théâtre des Délassements–Comiques, das kurzzeitig auch Théâtre Dorsay hieß.

## Veröffentlichungen (Auszug)

### Politische Schriften
- Les Hommes et les principes, épître à un jeune homme à son départ du collège, 1820
- De l’émigration et des indemnités, 1824
- Réflexions sur l’émigration, l’indemnité et les circulaires ministérielles, 1825

### Bühnenstücke
- L’intrigue dans la rue: ou, Le professeur de Montmartre, Vaudeville, 1805
- Confidence pour confidence, Komödie, 1811
- Les Écoliers, tableau mêlé de chants, Singspiel, 1823
- Le Faux ermite, Kommentierte Panthomime, 1828
- La queue de Ruy Brac: Tourte en cinq boulettes, avec assaisonnement de gros sel, de vers et de couplets, 1838